# Lepanthes silvae
Lepanthes silvae är en orkidéart som beskrevs av Helga Dietrich. Lepanthes silvae ingår i släktet Lepanthes och familjen orkidéer. Inga underarter finns listade i Catalogue of Life.